# Ivosep
 (août 2025).
 (août 2025).
Si vous disposez d'ouvrages ou d'articles de référence ou si vous connaissez des sites web de qualité traitant du thème abordé ici, merci de compléter l'article en donnant les références utiles à sa vérifiabilité et en les liant à la section « Notes et références ».
 (août 2025).
Motif : l'utilisateur qui a apposé ce bandeau n'a pas précisé le motif de la pose.
- Archive Wikiwix
- Bing
- Cairn
- DuckDuckGo
- E. Universalis
- Gallica
- Google
- G. Books
- G. News
- G. Scholar
- Persée
- Qwant
- (zh) Baidu
- (ru) Yandex
- (wd) trouver des œuvres sur Wikidata

| 1. | Préciser le motif de la pose du bandeau. | Précisez le motif de la pose du bandeau en utilisant la syntaxe suivante : {{admissibilité à vérifier\|date=août 2025\|motif=remplacez ce texte par le motif}}              |
| 2. | Informer les utilisateurs concernés.     | Pensez à avertir le créateur de l'article, par exemple, en insérant le code ci-dessous sur sa page de discussion : {{subst:avertissement admissibilité à vérifier\|Ivosep}} |

Principale société de pompes funèbres en Côte d’Ivoire depuis 1956, IVOSEP est une SA (Société Anonyme) à capitaux entièrement ivoiriens. Représentée sur toute l’étendue du territoire avec une trentaine de succursales et bureaux dans les plus grandes villes et localités du pays, elle est à même d’offrir ses services à tous les Ivoiriens quelles que soient leurs origines.
Ses activités sont essentiellement la fabrication et la vente des cercueils, le traitement, la conservation des corps, le transfert des dépouilles mortelles vers leurs dernières demeures, la tenture et l’incinération de corps. Afin de pouvoir satisfaire les demandes des familles, elle possède sa propre usine de fabrication de cercueils avec un rendement mensuel minimum de près de 800 unités. Elle a aussi des fournisseurs locaux et étrangers qui lui permettent d’offrir une gamme très large de cercueils pour tous les types de ménages.
IVOSEP, c’est aussi un parc automobile d’une centaine de véhicules, de la première classe à la classe luxueuse. Cet atout est apprécié des Ivoiriens que la culture funéraire oblige à inhumer leurs défunts dans leurs localités.